# Víctor Mareco
Víctor Hugo Mareco (Asunción, 26 febbraio 1984) è un ex calciatore paraguaiano, di ruolo difensore.

## Carriera

### Club
Viene ingaggiato dal Brescia nella stagione 2001-2002. Alla sua prima stagione in Italia esordisce in Serie A il 5 ottobre 2002 nella partita Reggina-Brescia, giocando poi un totale di 11 partite.
Nella stagione successiva colleziona altre 10 presenze e nel 2004-2005, oltre alle 23 partite giocate, arriva anche il suo primo gol.
La squadra retrocede in Serie B e Mareco diventa titolare nel campionato cadetto, totalizzando 32 presenze e mettendo a segno 3 reti. Il 31 agosto 2011 passa in prestito all'Hellas Verona, in Serie B.
Al termine della stagione, svincolatosi dal Brescia, torna in patria al Club Cerro Porteño con cui vince il Torneo Clausura 2013 e il Torneo Apertura 2015

## Statistiche

### Presenze e reti nei club
| Stagione             | Squadra              | Campionato           | Campionato | Campionato | Coppe nazionali | Coppe nazionali | Coppe nazionali | Coppe continentali | Coppe continentali | Coppe continentali | Altre coppe | Altre coppe | Altre coppe | Totale | Totale |
| Stagione             | Squadra              | Comp                 | Pres       | Reti       | Comp            | Pres            | Reti            | Comp               | Pres               | Reti               | Comp        | Pres        | Reti        | Pres   | Reti   |
| -------------------- | -------------------- | -------------------- | ---------- | ---------- | --------------- | --------------- | --------------- | ------------------ | ------------------ | ------------------ | ----------- | ----------- | ----------- | ------ | ------ |
| 2002-2003            | Brescia              | A                    | 11         | 0          | CI              | 2               | 0               | -                  | -                  | -                  | -           | -           | -           | 13     | 0      |
| 2003-2004            | Brescia              | A                    | 10         | 0          | CI              | 2               | 0               | Int                | 1                  | 0                  | -           | -           | -           | 13     | 0      |
| 2004-2005            | Brescia              | A                    | 23         | 1          | CI              | 1               | 0               | -                  | -                  | -                  | -           | -           | -           | 24     | 1      |
| 2005-2006            | Brescia              | B                    | 32         | 3          | CI              | 3               | 1               | -                  | -                  | -                  | -           | -           | -           | 35     | 4      |
| 2006-2007            | Brescia              | B                    | 30         | 0          | CI              | 4               | 0               | -                  | -                  | -                  | -           | -           | -           | 34     | 0      |
| 2007-2008            | Brescia              | B                    | 28+2       | 1          | CI              | 1               | 0               | -                  | -                  | -                  | -           | -           | -           | 31     | 1      |
| 2008-2009            | Brescia              | B                    | 36+4       | 1          | CI              | 2               | 0               | -                  | -                  | -                  | -           | -           | -           | 42     | 1      |
| 2009-2010            | Brescia              | B                    | 24+3       | 0+1        | CI              | 2               | 0               | -                  | -                  | -                  | -           | -           | -           | 29     | 1      |
| 2010-2011            | Brescia              | A                    | 8          | 0          | CI              | 1               | 0               | -                  | -                  | -                  | -           | -           | -           | 9      | 0      |
| Totale Brescia       | Totale Brescia       | Totale Brescia       | 202+9      | 6+1        |                 | 18              | 1               |                    | 1                  | 0                  |             |             |             | 230    | 8      |
| 2011-2012            | Hellas Verona        | B                    | 29+1       | 0          | CI              | 2               | 0               | -                  | -                  | -                  | -           | -           | -           | 32     | 0      |
| 2012                 | Cerro Porteño        | DP                   | 7          | 1          | -               | -               | -               | CS                 | 2                  | 0                  | -           | -           | -           | 9      | 1      |
| 2013                 | Cerro Porteño        | DP                   | 17         | 0          | -               | -               | -               | CL+CS              | 2+0                | 0                  | -           | -           | -           | 19     | 0      |
| 2014                 | Cerro Porteño        | DP                   | 24         | 0          | -               | -               | -               | CL+CS              | 1+8                | 0+1                | -           | -           | -           | 33     | 1      |
| 2015                 | Cerro Porteño        | DP                   | 24         | 0          | -               | -               | -               | CL                 | 2                  | 0                  | -           | -           | -           | 26     | 0      |
| gen.-lug. 2016       | Cerro Porteño        | DP                   | 9          | 0          | -               | -               | -               | CL                 | 8                  | 0                  | -           | -           | -           | 17     | 0      |
| Totale Cerro Porteño | Totale Cerro Porteño | Totale Cerro Porteño | 81         | 1          |                 | -               | -               |                    | 23                 | 1                  |             | -           | -           | 104    | 2      |
| lug.-dic. 2016       | Nacional             | DP                   | 9          | 0          | -               | -               | -               | -                  | -                  | -                  | -           | -           | -           | 9      | 0      |
| 2017                 | Sol de América       | DP                   | 20         | 0          | -               | -               | -               | CS                 | 4                  | 0                  | -           | -           | -           | 24     | 0      |
| Totale carriera      | Totale carriera      | Totale carriera      | 341+10     | 7+1        |                 | 20              | 1               |                    | 27                 | 1                  |             | -           | -           | 398    | 10     |

### Cronologia presenze e reti in Nazionale
| Cronologia completa delle presenze e delle reti in nazionale ― Paraguay | Cronologia completa delle presenze e delle reti in nazionale ― Paraguay | Cronologia completa delle presenze e delle reti in nazionale ― Paraguay | Cronologia completa delle presenze e delle reti in nazionale ― Paraguay | Cronologia completa delle presenze e delle reti in nazionale ― Paraguay | Cronologia completa delle presenze e delle reti in nazionale ― Paraguay | Cronologia completa delle presenze e delle reti in nazionale ― Paraguay | Cronologia completa delle presenze e delle reti in nazionale ― Paraguay |
| Data                                                                    | Città                                                                   | In casa                                                                 | Risultato                                                               | Ospiti                                                                  | Competizione                                                            | Reti                                                                    | Note                                                                    |
| ----------------------------------------------------------------------- | ----------------------------------------------------------------------- | ----------------------------------------------------------------------- | ----------------------------------------------------------------------- | ----------------------------------------------------------------------- | ----------------------------------------------------------------------- | ----------------------------------------------------------------------- | ----------------------------------------------------------------------- |
| 30-3-2011                                                               | Nashville                                                               | Stati Uniti                                                             | 0 – 1                                                                   | Paraguay                                                                | Amichevole                                                              | -                                                                       |                                                                         |
| Totale                                                                  |                                                                         | Presenze                                                                | 1                                                                       |                                                                         | Reti                                                                    | 0                                                                       |                                                                         |